# Abakus (Architektur)

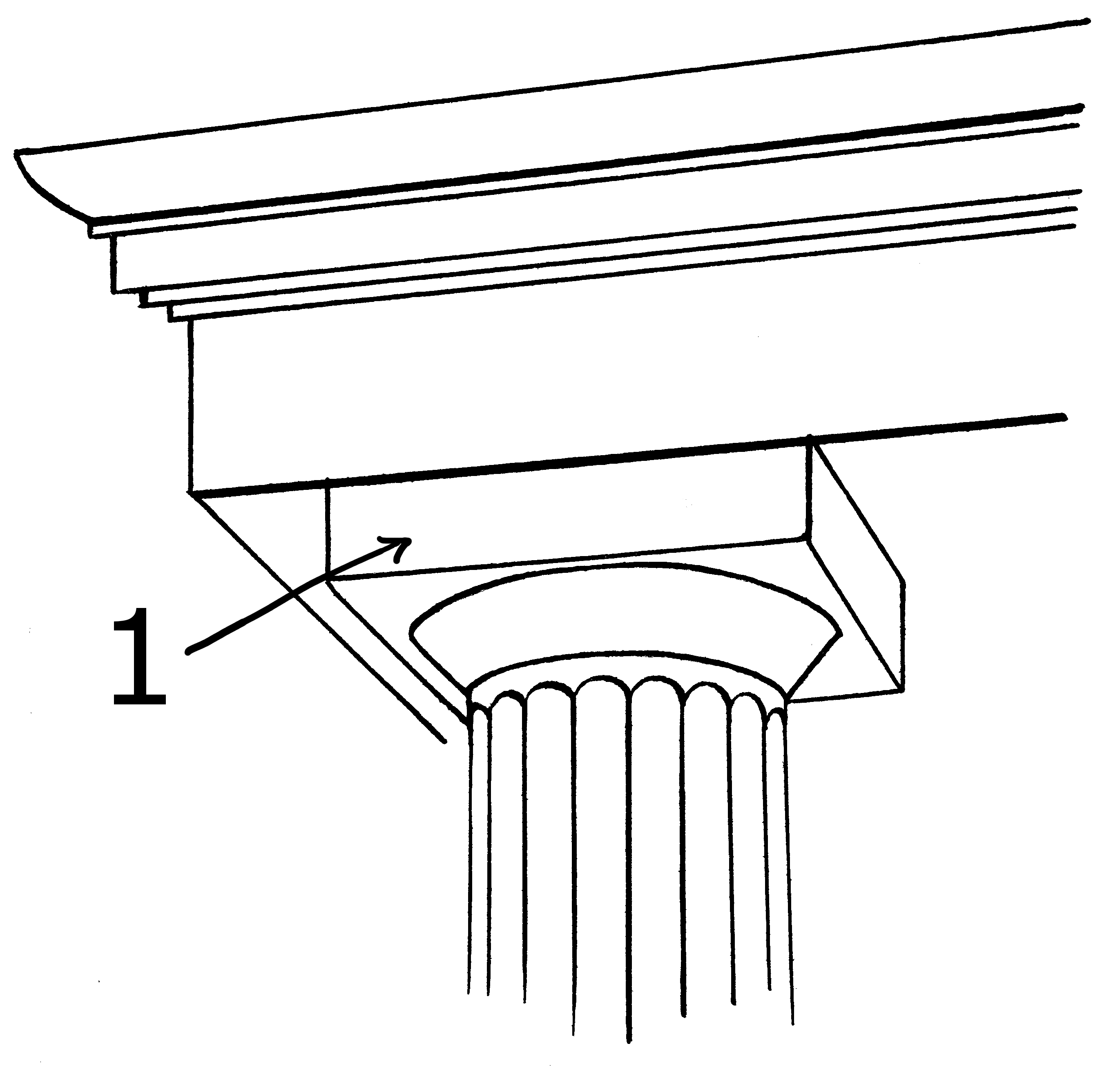
Abakus eines dorischen Kapitells

Ein Abakus (von griechisch abax (ἄβαξ) Tischplatte und abakion, lateinisch abacus) bezeichnet in der Architektur der Antike eine viereckige Platte, im Besonderen die quadratische Deckplatte des Kapitells. Die Deckplatte bildet den oberen Abschluss des Kapitells und damit der gesamten Säule. Auf dem Abakus lagert in der Regel der Architrav.
Bei der dorischen Säulenordnung verlaufen die seitlichen Kanten des Abakus senkrecht zum Boden, er ist ebenflächig und ungegliedert. Vitruv bezeichnet die Deckplatte des dorischen Kapitells aber – im Gegensatz zur modernen baugeschichtlichen Terminologie – nicht als Abakus, sondern als Plinthus.

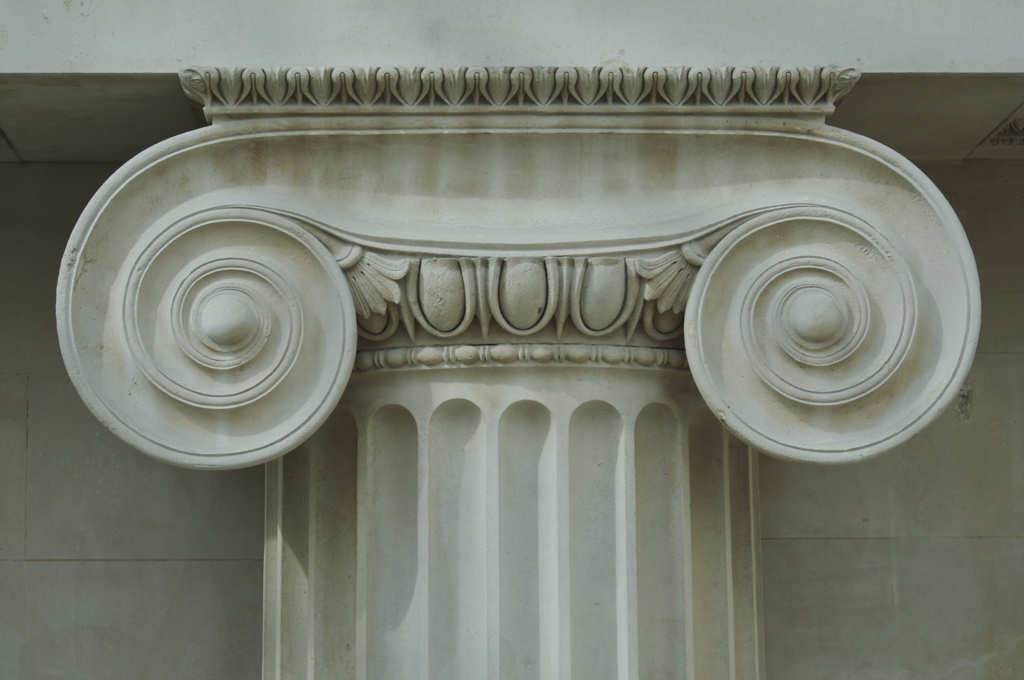
Ionisches Kapitell: der Abakus ist nur eine dünne profilierte Leiste

Bei der ionischen und korinthischen ist der Abakus durch Hohlkehle und Leiste leicht profiliert.

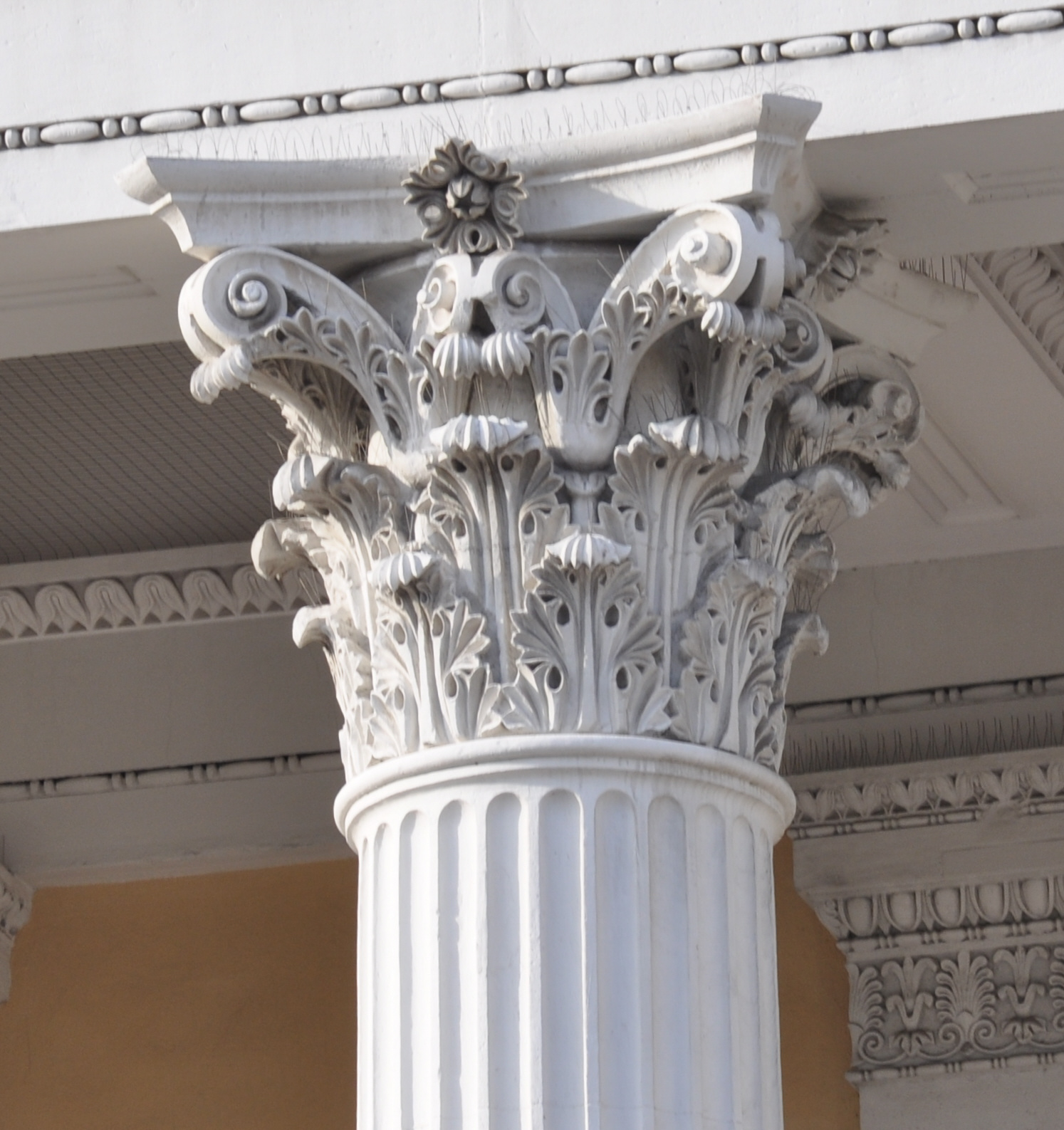
Korinthisches Kapitell mit eingeschwungenem Abakus und Abakusblumen

Beim Kapitell der korinthischen Ordnung und beim Kompositkapitell sind die Seiten des Abakus konkav geschwungen. Beim korinthischen Kapitel befindet sich in der Mitte jeder der vier Seiten eine Blume oder Rosette, die Abakusblume.
Die Verwendung des Abakus ist in der Antike und den sie nachahmenden Baustilen die Regel, während in der frühen christlichen bzw. byzantinischen Baukunst häufig ein Kämpferaufsatz an seine Stelle tritt. Im Mittelalter kann der Abakus auch ersatzlos entfallen.
Bei der protodorischen Säule ersetzt der ungegliederte Abakus das gesamte Kapitell. Man nennt eine solche Säule auch Abakussäule.

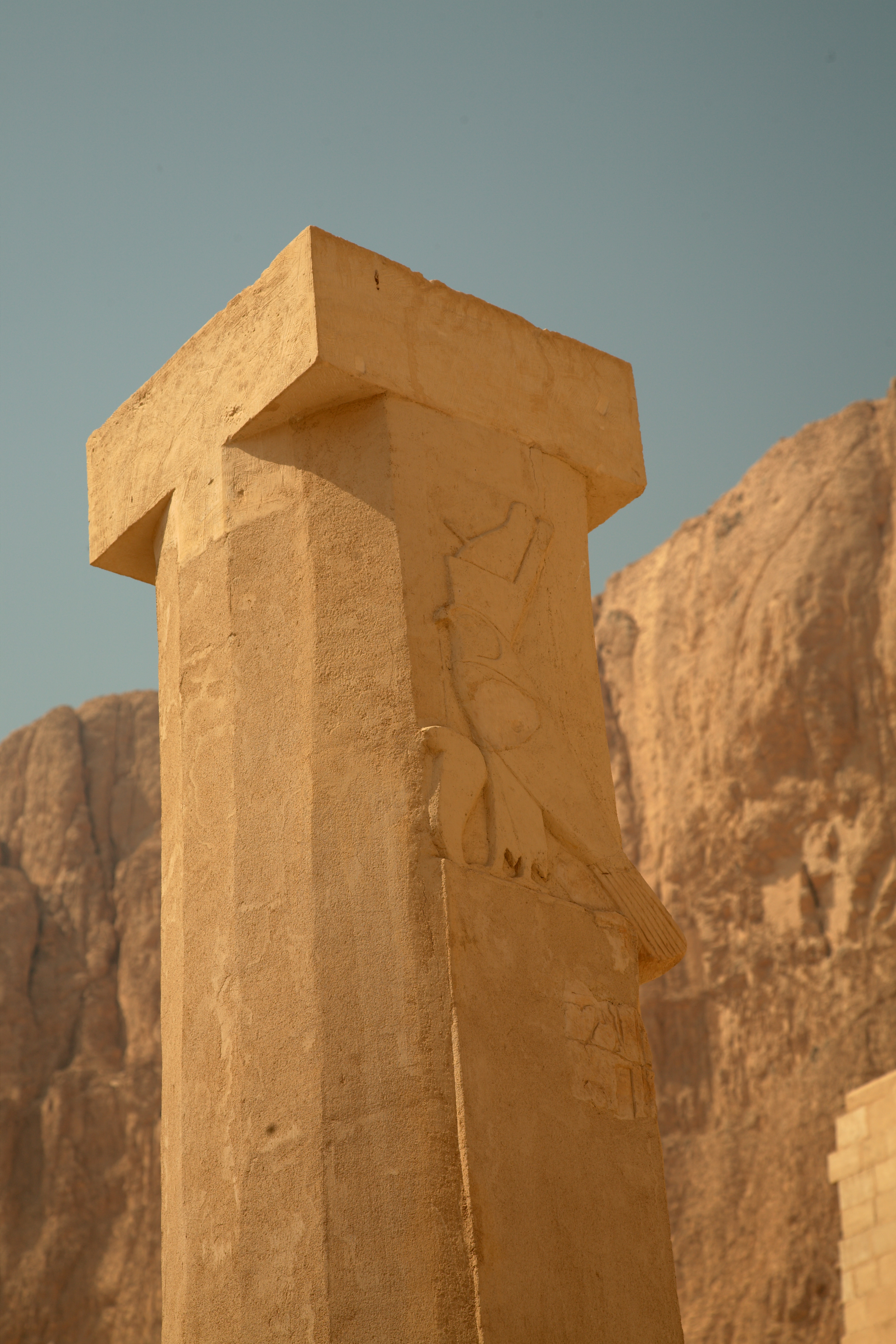
Ägyptische Abakussäule
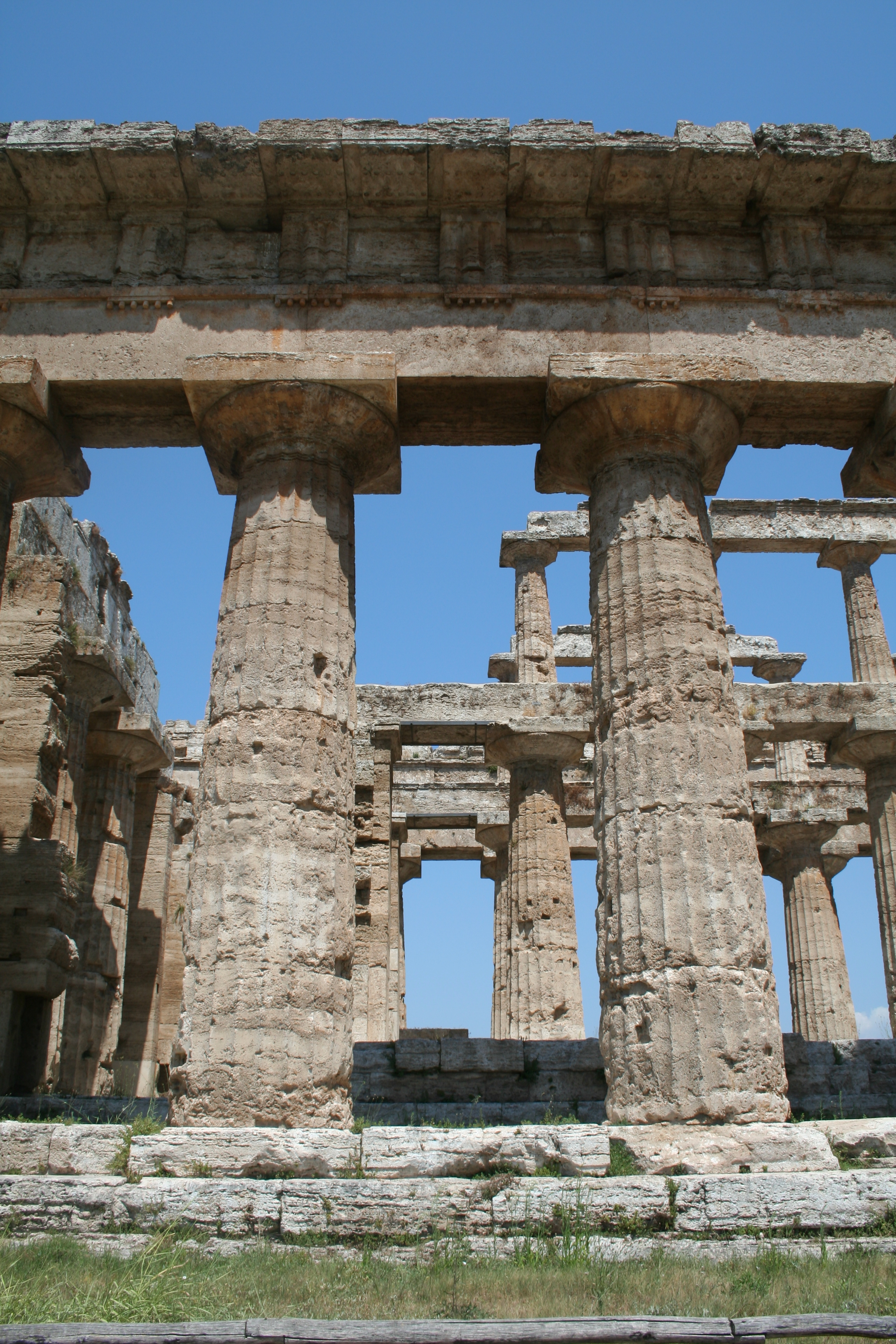
Dorische Säulen mit Abakus in Paestum (Italien)